# آدم ستافورد
آدم ستافورد (بالإنجليزية: Adam Stafford)‏ هو موسيقي بريطاني، ولد في 24 فبراير 1982 في City of Sunderland ‏ في المملكة المتحدة.

## وصلات خارجية
- آدم ستافورد على موقع IMDb (الإنجليزية)
- آدم ستافورد على موقع ميوزك برينز (الإنجليزية)